# Oomyzus sokolowskii
Oomyzus sokolowskii är en stekelart som först beskrevs av Kurdjumov 1912.  Oomyzus sokolowskii ingår i släktet Oomyzus och familjen finglanssteklar. Inga underarter finns listade i Catalogue of Life.